# Micah Richards
Micah Lincoln Richards (sinh ngày 24 tháng 6 năm 1988) là một cựu cầu thủ bóng đá người Anh, bình luận viên thể thao của Sky Sports và BBC Sport, đồng thời là đại sứ câu lạc bộ của Manchester City. Khi còn là một cầu thủ, anh ấy là một hậu vệ phải đã chơi ở Premier League và English Football League cho Manchester City và Aston Villa, và ở Serie A cho Fiorentina. Khi ra mắt đội tuyển Anh vào tháng 11 năm 2006, Richards trở thành hậu vệ trẻ nhất được gọi vào đội tuyển Anh. Anh có 13 lần khoác áo đội tuyển Anh từ năm 2006 đến năm 2012, và chơi trong đội tuyển Anh tham dự giải bóng đá ở thế vận hội Olympic 2012.
Richards bắt đầu sự nghiệp của mình tại Manchester City, có 245 lần ra sân trên mọi đấu trường trong 10 mùa giải, giành chức vô địch Premier League và FA Cup. Sau một mùa giải được cho mượn tại Fiorentina ở Serie A của Ý, anh ấy gia nhập Aston Villa vào năm 2015. Anh đã chơi 31 lần cho Villa cho đến tháng 10 năm 2016 – một số chấn thương đầu gối đã hạn chế sự ra sân của anh ấy – trước khi giải nghệ vào tháng 7 năm 2019. Anh trở thành một bình luận viên bóng đá sau khi nghỉ hưu.

## Sự nghiệp
Mặc dù cha mẹ của anh sống ở Leeds nhưng Richards đã được sinh ra ở Birmingham. Richards lớn lên ở quận Chapeltown của Leeds, và ký hợp đồng với câu lạc bộ trẻ là Leeds United rồi chuyển sang học viện Manchester City

### Manchester City
Anh xuất hiện lần đầu cho đội bóng vào ngày 22 tháng 5 năm 2005 và được ra mắt vào ngày 12 tháng 2 năm 2006 trong trận gặp Charlton Athletic. Kể từ khi bắt đầu mùa giải đầu tiên của mình anh chơi rất xuất sắc và để lại nhiều ấn tượng cho đội bóng thành Mancheste, từ đó vị trí hậu vệ cánh trái luôn là 1 sự lựa chọn đúng đắn khi Richards đảm nhiệm.
Ngày 20 Tháng 2 năm 2011, Richards ghi bàn bằng một cú vô lê ấn tượng trong trận đấu thắng 5-0 trước Notts County tại vòng 15 Cúp FA. Cũng trong ngày 13 tháng 3 năm 2011, anh cùng Manchester City vào vòng bán kết của FA cup, ghi được một bàn ở phút 74' trong trận với Reading tại sân City of Manchester trong trận tứ kết mang lại tỉ số 1-0, cũng là kết quả cuối cùng. Vào cuối của mùa giải 2010-11, Richards đã thực hiện tổng cộng 31 lần ra sân và ghi được 3 bàn thắng trong tất cả các cuộc thi đấu cho Man City, bao gồm cả chơi trong Premier League 18 trận, ghi được 1 bàn. Hôm thứ Bảy 27 tháng 8 năm 2011, anh đã ký một hợp đồng bốn năm với Manchester City cho đến khi mùa hè 2015. Một ngày sau đó, Manchester City đánh bại Tottenham Hotspur 5-1 tại White Hart Lane trong một trận đấu tại giải Barclays Premier League, Richards đã chơi cho ba mươi phút sau khi vào sân thay thế.

### Fiorentina
Năm 2014, Richards chuyển sang Fiorentina theo một dạng hợp đồng cho mượn

### Aston Villa
1 năm sau, Richards gia nhập Aston Villa, nhưng chấn thương quá nhiều khiến anh ít có cơ hội được ra sân
Tháng 7/2019, do không thể chịu đựng tình trạng đau khổ này thêm nữa, Richards tuyên bố giải nghệ

## Sự nghiệp Quốc tế
Tháng 11 năm 2006, Richards nhận được một cuộc gọi triệu lên đội tuyển Anh cho trận giao hữu với Hà Lan. Vào ngày 15 tháng 11 năm 2006 trong trận giao hữu với Hà Lan sau khi thường xuyên phải nghỉ bởi chấn thương, Gary Neville đã không thế tiếp tục. Anh ghi bàn thắng quốc tế đầu tiên của mình ở vòng loại Euro 2008 với Israel vào ngày 08 tháng 9 năm 2007 tại sân vận động Wembley.

## Thống kê sự nghiệp

### Câu lạc bộ
Tính đến ngày 9 tháng 1 năm 2016.
| Câu lạc bộ          | Mùa giải            | Premier League      | Premier League | Premier League | Cúp quốc gia | Cúp quốc gia | League Cup | League Cup | Châu Âu | Châu Âu | Khác | Khác | Tổng cộng | Tổng cộng |
| Câu lạc bộ          | Mùa giải            | Hạng                | Trận           | Bàn            | Trận         | Bàn          | Trận       | Bàn        | Trận    | Bàn     | Trận | Bàn  | Trận      | Bàn       |
| ------------------- | ------------------- | ------------------- | -------------- | -------------- | ------------ | ------------ | ---------- | ---------- | ------- | ------- | ---- | ---- | --------- | --------- |
| Manchester City     | 2005–06             | Premier League      | 13             | 0              | 3            | 1            | 0          | 0          | —       | —       | —    | —    | 16        | 1         |
| Manchester City     | 2006–07             | FA Premier League   | 28             | 1              | 5            | 0            | 1          | 0          | —       | —       | —    | —    | 34        | 1         |
| Manchester City     | 2007–08             | Premier League      | 25             | 0              | 2            | 0            | 2          | 0          | —       | —       | —    | —    | 29        | 0         |
| Manchester City     | 2008–09             | Premier League      | 34             | 1              | 1            | 0            | 0          | 0          | 15      | 0       | —    | —    | 50        | 1         |
| Manchester City     | 2009–10             | Premier League      | 23             | 2              | 2            | 0            | 4          | 0          | —       | —       | —    | —    | 29        | 2         |
| Manchester City     | 2010–11             | Premier League      | 18             | 1              | 5            | 2            | 0          | 0          | 8       | 0       | —    | —    | 31        | 3         |
| Manchester City     | 2011–12             | Premier League      | 29             | 1              | 1            | 0            | 2          | 0          | 4       | 0       | 1    | 0    | 37        | 1         |
| Manchester City     | 2012–13             | Premier League      | 7              | 0              | 0            | 0            | 0          | 0          | 1       | 0       | 0    | 0    | 8         | 0         |
| Manchester City     | 2013–14             | Premier League      | 2              | 0              | 3            | 0            | 2          | 0          | 3       | 0       | —    | —    | 10        | 0         |
| Manchester City     | 2014–15             | Premier League      | 0              | 0              | 0            | 0            | 0          | 0          | 0       | 0       | 1    | 0    | 1         | 0         |
| Manchester City     | Tổng cộng           | Tổng cộng           | 179            | 6              | 22           | 3            | 11         | 0          | 31      | 0       | 2    | 0    | 245       | 9         |
| Fiorentina          | 2014–15             | Serie A             | 10             | 0              | 2            | 0            | —          | —          | 7       | 0       | —    | —    | 19        | 0         |
| Aston Villa         | 2015–16             | Premier League      | 24             | 1              | 3            | 1            | 1          | 0          | —       | —       | —    | —    | 28        | 2         |
| Aston Villa         | 2016-17             | Championship        | 2              | 0              | 0            | 0            | 1          | 0          | —       | —       | —    | —    | 3         | 0         |
| Aston Villa         | 2017-18             | Championship        | 0              | 0              | 0            | 0            | 0          | 0          | —       | —       | 0    | 0    | 0         | 0         |
| Aston Villa         | 2018-19             | Championship        | 0              | 0              | 0            | 0            | 0          | 0          | —       | —       | 0    | 0    | 0         | 0         |
| Aston Villa         | Tổng cộng           | Tổng cộng           | 26             | 1              | 3            | 1            | 2          | 0          | —       | —       | 0    | 0    | 31        | 2         |
| Tổng cộng sự nghiệp | Tổng cộng sự nghiệp | Tổng cộng sự nghiệp | 204            | 7              | 23           | 4            | 14         | 0          | 38      | 0       | 2    | 0    | 281       | 11        |

### Quốc tế
Tính đến ngày 9 tháng 2 năm 2012.
| Đội tuyển quốc gia | Năm       | Trận | Bàn |
| ------------------ | --------- | ---- | --- |
| Anh                | 2006      | 1    | 0   |
| Anh                | 2007      | 10   | 1   |
| Anh                | 2010      | 1    | 0   |
| Anh                | 2012      | 1    | 0   |
| Tổng cộng          | Tổng cộng | 13   | 1   |

#### Bàn thắng quốc tế
| # | Ngày               | Địa điểm                          | Đối thủ | Bàn thắng | Kết quả | Giải đấu            |
| - | ------------------ | --------------------------------- | ------- | --------- | ------- | ------------------- |
| 1 | 8 tháng 9 năm 2007 | Sân vận động Wembley, London, Anh | Israel  | 3–0       | 3–0     | Vòng loại Euro 2008 |

## Danh hiệu
Manchester City
- Premier League: 2011–12[2]
- FA Cup: 2010–11[3]
- Football League Cup: 2013–14

U21 Anh
- UEFA European Under-21 Championship á quân: 2009[4]

## Liên kết
- Micah Richards official website
- Micah Richards profile Lưu trữ ngày 27 tháng 6 năm 2012 tại Wayback Machine at Manchester City F.C.
- Micah Richards tại Soccerbase